# Frederik Federmayer
Frederik Federmayer (Pozsony, 1973. január 6.) szlovák genealógus, heraldikus, történész, egyetemi oktató.

## Élete
1991-1997 között a pozsonyi Comenius Egyetem levéltár-történelem szakán végzett. 1995-1996-ban egy szemesztert a Regensburgi Egyetemen töltött. 1997-2000 között a Szlovák Tudományos Akadémia Történeti Intézetének doktorandusza volt. 2000-től a Comenius Egyetem történelem segédtudományai tanszékének heraldikai, genealógiai és szfragisztikai tanácsadója lett. 2003-ban szerzett ugyanott doktori címet, majd 2008-tól a történelem segédtudományai tanszékének docense lett.
Elsősorban a pozsonyi polgári családok és a nemesség történetével foglalkozik. Tagja a Szlovák Tudományos Akadémia tudomány- és technikatörténeti társaságának (Slovenská spoločnosť pre dejiny vied a techniky pri SAV), az Adler, osztrák genealógiai és heraldikai társaságnak és a Szlovák Genealógiai és Heraldikai Társaság bizottságának.

## Elismerései
- 2004-ben a Nemzetközi Heraldikai és Genealógiai Föderáció brugge-i konferenciáján kitüntették a régi pozsonyi családokról írt könyvéért (Rody starého Prešporka).

## Művei
- 1999 Rod Hellmayrovcov na Záhorí. Záhorie 6, 8-12.
- 1999 Henkelovci zo Spišského Štvrtka a erb Thurzovcov. Genealogicko-heraldický hlas 9. évf, 1. szám (1999), 25-29.
- 2000 Aus pressburger Matriken. Adler 17. évf., 6. szám, 182-184.
- 2000 Lexikón erbov šľachty na Slovensku I – Trenčianska stolica. Bratislava
- 2000 Súpis kníh z knižnice turčianskeho župana Františka Révaia z roku 1651. Kniha '97 -'98, 333-342. (tsz. Ingrid Kušniráková)
- 2001 K staršiemu vývoju erbu Benických z Turčianskych Beníc. Genealogicko-heraldický hlas 11. évf., 1. szám, 8-17.
- 2001 Erby pánov Korlátskeho hradu 1-5. Záhorie 10. évf.
- 2001 Púť valašskej a moldavskej dynastie. História 1. évf., 5. szám, 21-22.
- 2002 Angaranovci v Győri a Bratislave – osudy potomkov talianskych obchodníkov v Uhorsku. Historica 45, 41-46.
- 2002 Skaličania medzi prvými študentami Trnavského jezuitského kolégia. Záhorie 11. évf., 3. szám, 9-13.
- 2002 Dva zabudnuté rody z južného Záhoria. Záhorie 11. évf., 2. szám, 6-11.
- 2002 Šľachtické erby a občianska heraldika 1. Martin, 117-123.
- 2002 Meštianska heraldika na Slovensku. Martin, 13-47.
- 2003 Testament stupavskej vdovy. Záhorie 12. évf., 2. szám, 2-6.
- 2003 Svadobné a úmrtné oznámenia z pálfiovskej korešpondencie (zo 16.-17. storočia). Genealogicko-heraldický hlas 13. évf., 2. szám, 34-47.
- 2003 K neznámemu erbu vo Výčapkoch. Gealogicko-heraldický hlas 13. évf., 1. szám, 68-69.
- 2003 Prešporské rody vo víre dejín. História 3. évf., 4. szám, 1-12.
- 2003 Rody starého Prešporka – genealogický rozbor obyvateľstva a topografia mesta podľa súpisu z roku 1624. Bratislava
- 2004 Šľachta Bratislavskej stolice. Bratislava. (társszerző)
- 2004 Kamperovci zo Scharffenecku : príspevok k dejinám prešporského Zuckermandlu. Genealogicko-heraldický hlas 14. évf., 2. szám, 11-23.
- 2005 Leopold Peck (1560-1625) kincstárnok és családja. Fejezetek Pozsony történetéből magyar és szlovák szemmel. Bratislava, 156-200.
- 2005 Syn senátora Krištofa – Leopold Peck, uhorský kráľovský pokladník a jeho rodina. OS 9. évf., 1-2. szám, 117-139.
- 2015 Nálezy erbových pečatí hontianskej šľachty z obdobia renesancie. Historica XLIX.
- 2018 A jezsuita iskolákban végzett diákok és karrierlehetőségeik a Magyar Királyság 17. századi fővárosában. Történelmi Szemle 60/2, 215-236.
- 2019 Zbierka erbových pečatí I. Bratislava
- 2022 Zbierka erbových pečatí II. Bratislava